# Athlétisme aux Jeux asiatiques en salle de 2007
Navigation
Édition précédente Édition suivante
Les épreuves d'athlétisme des Jeux asiatiques en salle de 2007 ont eu lieu du 30 octobre au 1er novembre 2007 à Macao.

## Résultats

### Hommes
| Epreuve | Or                                                                          | Or            | Argent                                                                                              | Argent        | Bronze                                                      | Bronze        |
| --- | --------------------------------------------------------------------------- | ------------- | --------------------------------------------------------------------------------------------------- | ------------- | ----------------------------------------------------------- | ------------- |
| 60 m | Samuel Francis Qatar                                                        | 6 s 54        | Yahya Al-Gahes Arabie saoudite                                                                      | 6 s 56        | Wachara Sondee Thaïlande                                    | 6 s 65        |
| 400 m | Wang Liangyu Chine                                                          | 46 s 08       | Prasanna Amarasekara Sri Lanka                                                                      | 47 s 09       | Jukkatip Pojaroen Thaïlande                                 | 47 s 40       |
| 800 m | Mohammad Al-Azemi Koweït                                                    | 1 min 49 s 62 | Ehsan Mohajer Shojaei Iran                                                                          | 1 min 50 s 22 | Rajeev Ramesan Inde                                         | 1 min 50 s 87 |
| 1 500 m | Chatholi Hamza Inde                                                         | 3 min 50 s 22 | Omar Al-Rasheedi Koweït                                                                             | 3 min 50 s 58 | Abubaker Ali Kamal Qatar                                    | 3 min 50 s 78 |
| 3 000 m | Charles Bett Koech Qatar                                                    | 8 min 04 s 69 | Surendra Singh Inde                                                                                 | 8 min 04 s 99 | Sunil Kumar Inde                                            | 8 min 10 s 07 |
| 60 m haies | Wu Youjia Chine                                                             | 7 s 82        | Narongdech Janjai Thaïlande                                                                         | 7 s 99        | Muhammad Sajjad Pakistan                                    | 8 s 02        |
| 4 × 400 m | Arabie saoudite Hamdan Al-Bishi Ali Al-Deraan Yousef Masrahi Hamed Al-Bishi | 3 min 11 s 29 | Sri Lanka Prasanna Amarasekara Rohitha Pushpakumara Shiwantha Weerasuriya Ashoka Kumara Jayasundara | 3 min 11 s 29 | Iran Iman Roghani Hashem Khazaei Reza Bouazar Sajjad Moradi | 3 min 13 s 18 |
| Saut en hauteur | Rashid al-Mannai Qatar                                                      | 2,24 m        | Sergey Zasimovich Kazakhstan                                                                        | 2,21 m        | Kim Young-Min Corée du Sud                                  | 2,21 m        |
| Saut à la perche | Liu Feiliang Chine                                                          | 5,30 m        | Ali Al-Sabbaghah Koweït                                                                             | 5,10 m        | Pendar Shoghian Iran                                        | 4,90 m        |
| Saut en longueur | Hussein Al-Sabee Arabie saoudite                                            | 7,93 m        | Keeratikorn Janmanee Thaïlande                                                                      | 7,59 m        | Konstantin Safronov Kazakhstan                              | 7,51 m        |
| Triple saut | Roman Valiyev Kazakhstan                                                    | 16,57 m       | Wu Bo Chine                                                                                         | 16,45 m       | Yevgeniy Ektov Kazakhstan                                   | 16,34 m       |
| Lancer du poids | Sultan Al-Hebshi Arabie saoudite                                            | 18,99 m       | Ahmad Gholoum Koweït                                                                                | 18,88 m       | Mehdi Shahrokhi Iran                                        | 18,48 m       |
| Heptathlon | P. J. Vinod Inde                                                            | 5561 pts      | Pavel Dubitskiy Kazakhstan                                                                          | 5432 pts      | Boonkete Chalon Thaïlande                                   | 5046 pts      |
| Records et Performances - AR : Record continental (area record) - CR : Record des championnats (championship record) - MR : Record du meeting (meet record) - NR : Record national (national record) - OR : Record olympique (olympic record) - PR : Record paralympique (paralympic record) - PB : Record personnel (personal best) - SB : Meilleure performance personnelle de la saison (season's best) - WL : Meilleure performance mondiale de l'année (world leader) - WJR : Record du monde junior (world junior record) - WR : Record du monde (world record) Circonstances et Conditions - DNF : N'a pas terminé (did not finish) - DNS : N'a pas pris le départ (did not start) - DQ : Disqualification (disqualification) - NM : Aucun essai valable enregistré (No Mark) - Q : Qualifié « directement » au prochain tour (ou à la prochaine compétition), lors d'une compétition majeure, grâce au classement ou à la réalisation des minima (automatic qualifier) - q : Qualifié au prochain tour (ou à la prochaine compétition), lors d'une compétition majeure, grâce au repêchage ou à la réalisation de l'une des meilleures performances parmi celles des « non qualifiés directement » (grâce au meilleur temps ou à la meilleure distance par exemple) (secondary qualifier) |                                                                             |               | |               |                                                             |               |

### Femmes
| Epreuve | Or                                                                                 | Or            | Argent                                                                             | Argent        | Bronze                                                               | Bronze        |
| --- | ---------------------------------------------------------------------------------- | ------------- | ---------------------------------------------------------------------------------- | ------------- | -------------------------------------------------------------------- | ------------- |
| 60 m | Nongnuch Sanrat Thaïlande                                                          | 7 s 28        | Sangwan Jaksunin Thaïlande                                                         | 7 s 49        | Natalya Ivoninskaya Kazakhstan                                       | 7 s 59        |
| 400 m | Tang Xiaoyin Chine                                                                 | 53 s 56       | Tatyana Azarova Kazakhstan                                                         | 53 s 68       | Olga Tereshkova Kazakhstan                                           | 53 s 89       |
| 800 m | Liu Qing Chine                                                                     | 2 min 06 s 13 | Sinimol Paulose Inde                                                               | 2 min 06 s 32 | Antony Vijila Inde                                                   | 2 min 06 s 75 |
| 1 500 m | Sinimol Paulose Inde                                                               | 4 min 22 s 56 | Svetlana Lukasheva Kazakhstan                                                      | 4 min 24 s 92 | Li Zhenzhu Chine                                                     | 4 min 25 s 96 |
| 3 000 m | Chen Xiaofang Chine                                                                | 9 min 23 s 11 | Preeja Sreedharan Inde                                                             | 9 min 27 s 62 | Bui Thi Hien Viêt Nam                                                | 9 min 36 s 38 |
| 60 m haies | Natalya Ivoninskaya Kazakhstan                                                     | 8 s 33        | Zhang Rong Chine                                                                   | 8 s 35        | Anastassiya Vinogradova Kazakhstan                                   | 8 s 48        |
| 4 × 400 m | Kazakhstan Tatyana Khajimuradova Tatyana Azarova Anna Gavriushenko Olga Tereshkova | 3 min 37 s 59 | Thaïlande Jutamass Tawoncharoen Saowalee Kaewchuay Kanya Harnthong Wassana Winatho | 3 min 38 s 25 | Inde Anu Maria Jose Antony Vijila Sini Jose Machettira Raju Poovamma | 3 min 41 s 09 |
| Saut en hauteur | Noengrothai Chaipetch Thaïlande                                                    | 1,91 m        | Yekaterina Yevseyeva Kazakhstan                                                    | 1,88 m        | Anna Ustinova Kazakhstan                                             | 1,88 m        |
| Saut à la perche | Ni Putu Desy Margawati Indonésie                                                   | 3,75 m        | Sunisa Kaoiad Thaïlande                                                            | 3,60 m        | Pasuta Wongwieng Thaïlande                                           | 3,40 m        |
| Saut en longueur | Chen Yaling Chine                                                                  | 6,45 m        | Thitima Muangjan Thaïlande                                                         | 6,04 m        | Sirada Seechaichana Thaïlande                                        | 5,82 m        |
| Triple saut | Irina Litvinenko Kazakhstan                                                        | 13,56 m       | Thitima Muangjan Thaïlande                                                         | 13,42 m       | Kang Hye-Sun Corée du Nord                                           | 12,90 m       |
| Lancer du poids | Li Fengfeng Chine                                                                  | 16,33 m       | Juttaporn Krasaeyan Thaïlande                                                      | 15,69 m       | Tin Ka Yin Hong Kong                                                 | 11,71 m       |
| Pentathlon | Irina Naumenko Kazakhstan                                                          | 4179 pts      | Liu Haili Chine                                                                    | 4063 pts      | Watcharaporn Masim Thaïlande                                         | 3614 pts      |
| Records et Performances - AR : Record continental (area record) - CR : Record des championnats (championship record) - MR : Record du meeting (meet record) - NR : Record national (national record) - OR : Record olympique (olympic record) - PR : Record paralympique (paralympic record) - PB : Record personnel (personal best) - SB : Meilleure performance personnelle de la saison (season's best) - WL : Meilleure performance mondiale de l'année (world leader) - WJR : Record du monde junior (world junior record) - WR : Record du monde (world record) Circonstances et Conditions - DNF : N'a pas terminé (did not finish) - DNS : N'a pas pris le départ (did not start) - DQ : Disqualification (disqualification) - NM : Aucun essai valable enregistré (No Mark) - Q : Qualifié « directement » au prochain tour (ou à la prochaine compétition), lors d'une compétition majeure, grâce au classement ou à la réalisation des minima (automatic qualifier) - q : Qualifié au prochain tour (ou à la prochaine compétition), lors d'une compétition majeure, grâce au repêchage ou à la réalisation de l'une des meilleures performances parmi celles des « non qualifiés directement » (grâce au meilleur temps ou à la meilleure distance par exemple) (secondary qualifier) |                                                                                    |               |                                                                                    |               |                                                                      |               |

## Tableau des médailles
| Rang  | Nation          | Or | Argent | Bronze | Total |
| ----- | --------------- | -- | ------ | ------ | ----- |
| 1     | Chine           | 8  | 3      | 1      | 12    |
| 2     | Kazakhstan      | 5  | 5      | 6      | 16    |
| 3     | Inde            | 3  | 3      | 4      | 10    |
| 4     | Arabie saoudite | 3  | 1      | 0      | 4     |
| 5     | Qatar           | 3  | 0      | 1      | 4     |
| 6     | Thaïlande       | 2  | 8      | 6      | 16    |
| 7     | Koweït          | 1  | 3      | 0      | 4     |
| 8     | Indonésie       | 1  | 0      | 0      | 1     |
| 9     | Sri Lanka       | 0  | 2      | 0      | 2     |
| 10    | Iran            | 0  | 1      | 3      | 4     |
| 11    | Hong Kong       | 0  | 0      | 1      | 1     |
| 11    | Corée du Nord   | 0  | 0      | 1      | 1     |
| 11    | Pakistan        | 0  | 0      | 1      | 1     |
| 11    | Corée du Sud    | 0  | 0      | 1      | 1     |
| 11    | Viêt Nam        | 0  | 0      | 1      | 1     |
| Total | Total           | 26 | 26     | 26     | 78    |

## Source
- (en) Cet article est partiellement ou en totalité issu de l’article de Wikipédia en anglais intitulé « Indoor athletics at the 2007 Asian Indoor Games » (voir la liste des auteurs).